# Jaime Lorente

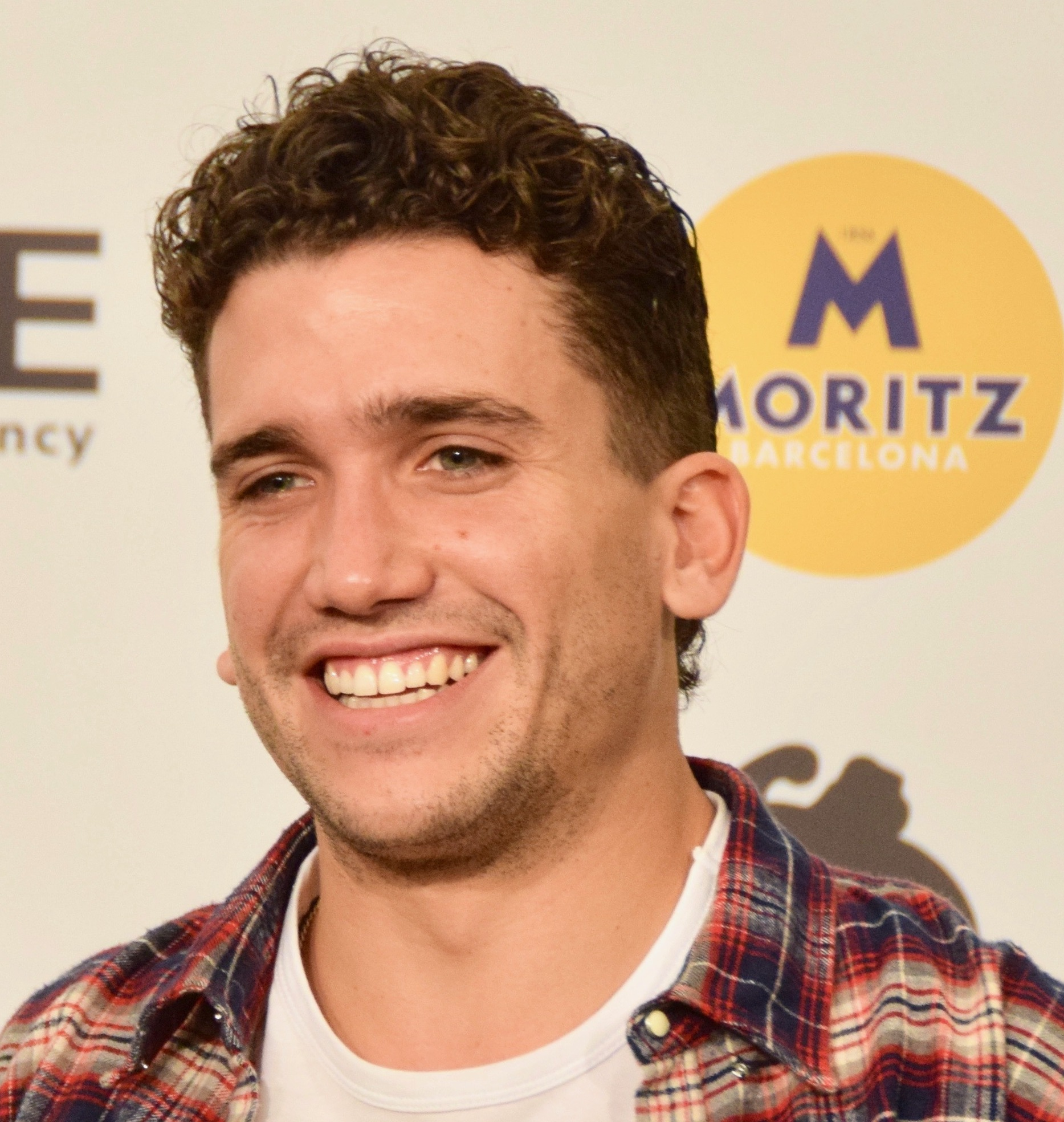
Jaime Lorente (2018)

Jaime Lorente López (* 12. Dezember 1991 in Murcia, Region Murcia) ist ein spanischer Schauspieler. Bekannt wurde er durch die Serien Haus des Geldes und Élite.

## Werdegang
Lorente besuchte die Schauspielschule in Murcia. Nach einigen Theaterauftritten, stand er 2016 das erste Mal für El secreto de Puente Viejo vor der Kamera. Von 2017 bis 2020 verkörperte er Daniel „Denver“ Ramos in der spanischen Serie Haus des Geldes. 2018 wirkte er in den Filmen Offenes Geheimnis und Gun City mit. Von 2018 bis 2019 war er Teil der Hauptbesetzung der spanischen Serie Élite.

## Leben
Jaime Lorente war von 2018 bis Dezember 2020 mit der Schauspielerin María Pedraza in einer Beziehung.
Seit 2021 hat er mit Marta Goenaga eine Tochter.

## Filmografie (Auswahl)
- 2016: El secreto de Puente Viejo
- 2017–2021: Haus des Geldes (La casa de papel)
- 2018: Offenes Geheimnis (Todos lo saben)
- 2018: Gun City (La sombra de la ley)
- 2019: Wen würdest du auf eine einsame Insel mitnehmen?
- 2018–2020: Élite
- 2020: El Cid
- 2023: Tin & Tina
- 2024: Mit eiserner Hand